# St. Cloud (Missouri)
Pour les articles homonymes, voir Saint Cloud.
St. Cloud est un village du comté de Crawford, dans le Missouri, aux États-Unis,.

## Démographie
Lors du recensement de 2010, le village comptait une population de 338 habitants. Elle est estimée, en 2016, à 333 habitants.

## Source de la traduction
- (en) Cet article est partiellement ou en totalité issu de l’article de Wikipédia en anglais intitulé « St. Cloud, Missouri » (voir la liste des auteurs).